# Jonathan Jäger
Jonathan Jäger (auch Jonathan Jager; * 23. Mai 1978 in Metz) ist ein französischer Fußballspieler. Während seiner Profikarriere absolvierte er 78 Einsätze in der Ligue 1 (bis 2002 Division 1) für den FC Metz sowie 37 Partien in der deutschen Bundesliga für den SC Freiburg. Seit 2013 ist Jäger als Spieler und Trainer im französischen Amateurfußball aktiv.

## Karriere

### FC Metz
Jäger gab am 12. Oktober 1996 bei einer 0:1-Niederlage am 12. Spieltag gegen Paris Saint-Germain sein Profidebüt, als er in der 80. Minute für Sylvain Kastendeuch eingewechselt wurde. Drei Tage später, am 15. Oktober 1996, gab Jäger sein Europapokaldebüt beim 2:0-Sieg im Zweitrundenhinspiel des UEFA-Cups gegen Sporting Lissabon; er wurde in der 84. Minute für Didier Lang eingewechselt.
Ab Oktober 1999 spielte Jäger auf Leihbasis beim damaligen Zweitligisten CS Louhans-Cuiseaux. In der Zweitklassigkeit kam Jäger auf 25 Einsätze, in denen er 13 Treffer erzielte. Louhans-Cuiseaux stieg aus der Division 2 ab. 2000 kehrte Jäger nach Metz zurück. Hier kam er zu über 20 Einsätzen, allerdings wurde er meist nur ein- oder ausgewechselt. Auch in der Folgesaison durfte Jäger nur selten über 90 Minuten spielen; zum Saisonende stand gar der Abstieg in die Ligue 2. In der Ligue 2 bestritt Jäger nur 18 Spiele und machte hierbei fünf Tore; am Ende stand der direkte Wiederaufstieg. Auch im Jahr nach dem Wiederaufstieg blieb Jäger ein Stammplatz verwehrt, er bestritt nur elf Spiele im Punktspielbetrieb.

### AC Le Havre
Zur Saison 2004/05 verließ er Metz und ging zum Zweitligisten AC Le Havre. Sein Debüt für den ACL gab er am 9. August 2004 am 1. Spieltag gegen Chamois Niort in der Anfangself. Nach 77 Minuten wurde er durch Christophe Mandanne ersetzt. Während er in der ersten Saison Stammspieler war (31 Spiele, fünf Treffer), fand er sich in der Hinrunde der Folgesaison häufig nur auf der Bank wieder. So absolvierte er nur fünf Spiele (ohne Torerfolg).

### 1. FC Saarbrücken
In der Winterpause der Saison 2005/06 wechselte Jäger den Verein und ging zum damaligen Zweitligisten 1. FC Saarbrücken. Sein Debüt für den neuen Klub gab er am 3. Februar 2006 beim 4:0-Sieg gegen die Sportfreunde Siegen in der Anfangself. In diesem Spiel gab er die Vorlage zum 3:0 und traf zum Endstand. In der Rückrunde dieser Saison, nach der der 1. FC Saarbrücken abstieg, kam Jäger auf elf Spiele, in denen er fünf Treffer erzielte. Jäger ging den Weg in die damals drittklassige Regionalliga mit. In der Saison 2006/07 spielte Jäger in 34 Regionalligapartien mit und wurde mit 17 Treffern Torschützenkönig. Der FCS stieg zum Saisonende in die Oberliga ab.

### SC Freiburg
Zur Saison 2007/08 wechselte Jäger zum damaligen Zweitligisten SC Freiburg. Sein Debüt für die Freiburger gab Jäger am 10. August 2007 am ersten Spieltag gegen den VfL Osnabrück in der Anfangself. In der Folgezeit verlief die Saison für Jäger eher unbefriedigend. In den folgenden Partien durfte Jäger nur siebenmal über 90 Minuten spielen. Zum Saisonende verpasste er mit dem SC Freiburg den Aufstieg in die Bundesliga. Indes kam Jäger auf insgesamt 17 Einsätze, in der er drei Tore erzielte. In der Folgesaison etablierte sich Jäger in der Stammelf und bestritt 28 Einsätze (sieben Tore). Am Ende stand der Aufstieg in die Bundesliga.
Sein Bundesliga-Debüt gab Jäger am 9. August 2009 am ersten Spieltag gegen den Hamburger SV in der Anfangself. Hierbei spielte er 83 Minuten und wurde dann durch Cédric Makiadi ersetzt. Zum Saisonende stand der Klassenerhalt. Jäger hatte insgesamt 25-mal gespielt und kein Tor erzielt. In der Saison 2010/11 verlor Jäger seinen Stammplatz an Papiss Demba Cissé. Sein letztes Spiel für den SC Freiburg bestritt Jäger am 14. Mai 2011; beim 0:1 gegen Bayer 04 Leverkusen wurde er in der 71. Minute für Anton Puzila eingewechselt. Zum Saisonende stand für den SC Freiburg der erneute Klassenerhalt. Für Jäger standen am Ende der Saison 2010/11 nur zwölf Einsätze im Punktspielbetrieb (ohne Torerfolg). In seinen vier Jahren in Freiburg bestritt Jäger insgesamt 82 Einsätze (45 in der  zweiten und 37 in der ersten Liga), in denen er zehn Treffer erzielte – allesamt in der 2. Bundesliga.

### F91 Düdelingen
Nach einer Zeit der Vereinslosigkeit unterschrieb Jäger am 21. November 2011 einen Vertrag beim luxemburgischen Erstligisten F91 Düdelingen. Der Wechsel wurde jedoch erst zu Beginn des Jahres 2012 vollzogen. Ein halbes Jahr später wurde Jäger mit dem Verein luxemburgischer Meister.

### CSO Amneville
2013 wechselte Jonathan Jäger in den lothringischen Amateurfußball und spielte bis zum Sommer 2015 beim CSO Amnéville.

### Racing Holtzwihr 96
Seit der Saison 2015/16 spielt Jäger beim elsässischen Verein Racing Holtzwihr 96 in der Ligue D Alsace – Haut-Rhin und übernahm ab Mai 2016 auch den Trainerposten.

## Wissenswertes

### Schreibweise des Nachnamens
Der Angreifer hat elsässische Vorfahren, deren Nachnamen traditionell „Jäger“ geschrieben wird. Da es im Französischen jedoch keine Umlaute gibt, wird er dort offiziell „Jager“ geschrieben. Der 1. FC Saarbrücken und der SC Freiburg schrieben ihn aber trotzdem „Jäger“. 